# FC Dinamo București în sezonul 1955
Sezonul 1955 este al șaptelea sezon pentru FC Dinamo București în Divizia A. Dinamo obține primul titlu de campioană a României. Linia de clasament a fost 24 de meciuri, 15 victorii, 7 egaluri și 2 înfrângeri. 42 de goluri marcate, 19 primite. 37 de puncte. A doua clasată a fost Flacăra Ploiești, la trei puncte distanță.

## Rezultate
| Divizia A | Divizia A         | Divizia A              | Divizia A | Divizia A |
| Etapa     | Data              | Adversar               | Stadion   | Rezultat  |
| --------- | ----------------- | ---------------------- | --------- | --------- |
| 1         | 6 martie 1955     | Locomotiva Constanța   | acasă     | 4-1       |
| 2         | 13 martie 1955    | Dinamo Orașul Stalin   | deplasare | 2-1       |
| 3         | 20 martie 1955    | Știința Cluj           | acasă     | 0-0       |
| 4         | 23 martie 1955    | Știința Timișoara      | deplasare | 2-1       |
| 5         | 27 martie 1955    | Flamura Roșie Arad     | acasă     | 2-0       |
| 6         | 3 aprilie 1955    | Flacăra Petroșani      | deplasare | 0-0       |
| 7         | 10 aprilie 1955   | Locomotiva Târgu Mureș | acasă     | 6-1       |
| 8         | 13 aprilie 1955   | CCA București          | deplasare | 0-0       |
| 9         | 17 aprilie 1955   | Flacăra Ploiești       | deplasare | 1-1       |
| 10        | 24 aprilie 1955   | Avântul Reghin         | acasă     | 1-1       |
| 11        | 1 mai 1955        | Progresul București    | deplasare | 3-0       |
| 13        | 31 august 1955    | Locomotiva Timișoara   | deplasare | 1-5       |
| 14        | 21 august 1955    | Locomotiva Constanța   | deplasare | 1-0       |
| 15        | 24 august 1955    | Dinamo Orașul Stalin   | acasă     | 3-1       |
| 16        | 28 august 1955    | Știința Cluj           | deplasare | 2-0       |
| 17        | 16 octombrie 1955 | Știința Timișoara      | deplasare | 5-2       |
| 18        | 23 octombrie 1955 | Flamura Roșie Arad     | deplasare | 4-1       |
| 19        | 26 octombrie 1955 | Flacăra Petroșani      | acasă     | 2-1       |
| 20        | 30 octombrie 1955 | Locomotiva Târgu Mureș | deplasare | 2-1       |
| 21        | 6 noiembrie 1955  | CCA București          | acasă     | 2-1       |
| 22        | 13 noiembrie 1955 | Flacăra Ploiești       | acasă     | 1-1       |
| 23        | 16 noiembrie 1955 | Avântul Reghin         | deplasare | 0-0       |
| 24        | 20 noiembrie 1955 | Progresul București    | acasă     | 0-1       |
| 26        | 30 noiembrie 1955 | Locomotiva Timișoara   | acasă     | 2-1       |

| Câștigătorii Diviziei A, ediția 1955 |
| ------------------------------------ |
| Dinamo București Primul Titlu        |

| Cupa României | Cupa României     | Cupa României            | Cupa României | Cupa României |
| Etapa         | Data              | Adversar                 | Stadion       | Rezultat      |
| ------------- | ----------------- | ------------------------ | ------------- | ------------- |
| șaisprezecimi | 13 octombrie 1955 | Locomotiva Turnu Severin | deplasare     | 5-0           |
| optimi        | 2 noiembrie 1955  | Flacăra Mediaș           | deplasare     | 3-2           |
| sferturi      | 23 noiembrie 1955 | Avântul Fălticeni        | deplasare     | 1-0           |
| semifinale    | 4 decembrie 1955  | Progresul Oradea         | deplasare     | 1-2           |

| Legendă    |
| ---------- |
| victorie   |
| egal       |
| înfrângere |

## Echipa
- Portari: Florea Birtașu (18 jocuri/0 goluri), Petre Curcan (4/0), Nicolae Panaghia (3/0).
- Fundași: Florian Anghel (4/0), Gheorghe Băcuț (24/0), Ladislau Băcuț (24/0), Iosif Szoke (18/1)
- Mijlocași: Valeriu Călinoiu (22/1), Alexandru Nemeș (4/0), Gheorghe Nițulescu (1/0), Gheorghe Toma (24/0)
- Atacanți: Carol Bartha (12/4), Ion Suru (22/7), Nicolae Dumitru (21/2), Alexandru Ene (23/14), Onoriu Boian (7/1), Nicolae Magheț (11/2), Valeriu Neagu (23/10), Constantin Raica (1/0).
- Antrenor: Angelo Niculescu

### Transferuri
Titus Ozon părăsește pe Dinamo după cinci ani petrecuți în tricoul alb-roșu, cu destinația Progresul București, echipă proaspăt promovată. Principalul transfer efectuat de Dinamo este aducerea portarului Petre Curcan de la Știința Timișoara.